# Orbită lunară

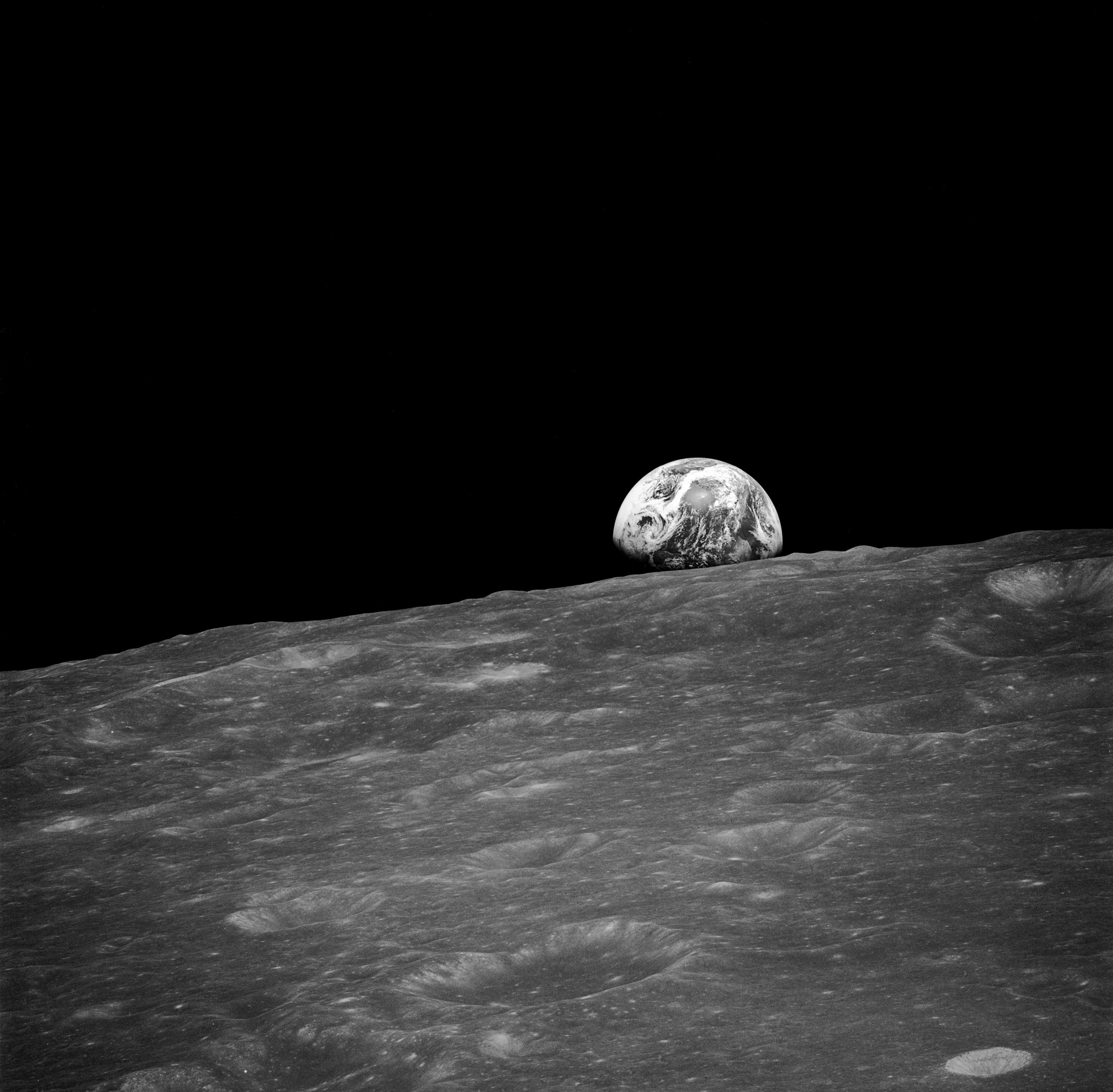
Luna văzută de pe orbita lunară, cu planeta Pământ deasupra orizontului. Imagine preluată în timpul misiunii Apollo 8, de către astronautul Frank Borman la 24 decembrie 1968.

În astronomie, orbita lunară (cunoscută și ca o orbită selenocentrică) reprezintă orbita unui obiect în jurul Lunii. 
Așa cum este folosit în programul spațial, termenul de orbită lunară nu se referă la orbita Lunii în jurul Pământului, ci la orbitele diferitelor nave spațiale – cu sau fără echipaj uman – în jurul Lunii. Altitudinea la apoapsidă (punctul cel mai îndepărtat de suprafață) pentru o orbită lunară este cunoscută sub numele de apolună, apocintion sau aposelen, în timp ce periapsida (punctul cel mai apropiat de suprafață) este cunoscut ca perilună, pericintion sau periselen. 
Orbitele lunare joase (OLJ) – orbite sub 100 km altitudine – prezintă un interes deosebit pentru explorarea Lunii, dar sunt afectate de efectele de perturbare gravitațională care le fac instabile și permit doar câteva înclinații orbitale posibile pentru orbite înghețate nedefinite, utile pentru călătorii pe termen lung pe OLJ.

## Roboți spațiali
Uniunea Sovietică a trimis prima navă spațială în vecinătatea Lunii, vehiculul robotic Luna 1, pe 4 ianuarie 1959. Aceasta a trecut la 6000 km distanță de suprafața Lunii, dar nu a atins orbita lunară. Luna 3, lansată pe 4 octombrie 1959, a fost prima nava spațială robotizată care s-a înscris pe o traiectorie circumlunară de întoarcere liberă; aceasta nu a fost chiar o orbită lunară, ci o traiectorie sub forma cifrei 8, survolând fața îndepărtată a Lunii înainte de a se întoarce pe Pământ. Această navă a furnizat primele imagini ale suprafeței îndepărtate lunare.
Nava sovietică Luna 10 a devenit prima nava spațială care a orbitat Luna în aprilie 1966. A studiat fluxul de micrometeoriți și mediul lunar până la 30 mai 1966. Misiunea următoare, Luna 11, a fost lansată pe 24 august 1966 și a studiat anomaliile gravitationale lunare, măsurând fluxul de radiație și de vânturile solare. 
Prima navă spațială a Statelor Unite care a orbitat Luna a fost Lunar Orbiter 1, la data de 14 august 1966. Prima orbită a fost o orbită eliptică, cu o apolună de 1867 km  și o perilună de 189,1 km. Apoi, orbita a fost circularizată la aproximativ 310 km pentru a obține imagini adecvate. Cinci astfel de nave spațiale au fost lansate într-o perioadă de treisprezece luni, toate cartografiind cu succes Luna, în special în scopul găsirii unor locuri adecvate pentru aselenizările din programului Apollo.
Cea mai recentă misiune a fost Lunar Atmosphere and Dust Environment Explorer (LADEE), care a devenit un experiment de impact balistic în 2014. 

## Nave cu echipaj uman
Modulul de comandă și serviciu al programului Apollo (MCS) a rămas pe o orbită lunară staționară în timp ce modulul Lunar (ML) a aselenizat. Sistemul MCS/ML a intrat pe orbita eliptică, mai întâi la 310 km/110 km, care a fost apoi transformată într-o orbită circulară staționară de aproximativ 110 km. Perioadele orbitale au variat în funcție de suma apoapsidei și periapsidei, pentru MCS fiind de aproximativ două ore. ML a început secvența de aselenizare cu o orbită descendentă de inserție (ODI) pentru reducerea periapsidei la aproximativ 15 km, aleasă astfel pentru a evita lovirea munților lunari (care ating înălțimi de până la 6,1 km). După cea de-a doua misiune de aselenizare, procedura a fost schimbată pentru Apollo 14 în vederea economisirii combustibilului ML pentru coborârea alimentată, folosind combustibilul MCS pentru a efectua ODI, iar ulterior cu ridicarea periapsisidei pe o orbită circulară după aselenizarea ML.

## Efecte perturbatoare
Anomaliile gravitaționale care denaturează ușor orbitele unor orbitanți lunari au dus la descoperirea unor concentratori de masă sub suprafața lunară cauzate de corpuri mari de impact din trecutul îndepărtat. Aceste anomalii posedă o amploare suficientă pentru a determina ca orbita lunară să se schimbe semnificativ pe parcursul mai multor zile. Misiunea Apollo 11 – prima misiune de aselenizare – a avut de-a face cu prima încercare de a corecta efectul de perturbare (orbitele înghețate nu erau cunoscute în acel moment). Orbita staționată a fost „circularizată” la 122 km/100 km, pentru care predicțiile de circularizare nominală au fost de 110 km, pentru a primi ML la întoarcerea sa. Însă efectul a fost supraestimat: la întâlnire orbita a fost calculată ca fiind 117 km/ 105,2 km.
Studiul efectului concentratorilor de masă asupra navelor spațiale lunare a condus, în 2001, la descoperirea orbitelor înghețate, care au loc la patru înclinații orbitale: 27°, 50°, 76° și 86°, în care o navă spațială poate rămâne pe o orbită jpasă pe o perioadă nedeterminată. Subsateliții PFS-1 de pe Apollo 15 și PFS-2 de pe Apollo 16, ambii  eliberați de modulul de pe modulele de comandă și serviciu Apollo, au contribuit la această descoperire. PFS-1 a ajuns pe o orbită de lungă durată, la o înclinație orbitaă de 28°, și și-a încheiat cu succes misiunea după un an și jumătate. Din contra, PFS-2 a fost plasat într-o înclinație orbitală deosebit de instabilă de 11° și a rezistat doar 35 de zile pe orbită înainte de a se prăbuși în suprafața lunară.

În concluzie, orbita lunară este un element fundamental în înțelegerea mișcărilor cerești, a fazelor Lunii, a mareelor și a fenomenelor de eclipsă. Caracteristicile sale complexe sunt influențate de interacțiunea gravitațională cu Pământul și Soarele. 